# Ibrahim Hassan
Ibrahim Hassan (ar. إبراهيم حسن, ur. 10 sierpnia 1966 w Kairze) – piłkarz egipski grający na pozycji prawego obrońcy.

## Kariera klubowa
Karierę piłkarską Hassan rozpoczął w klubie Al-Ahly Kair. W 1985 roku zadebiutował w jego barwach w pierwszej lidze egipskiej i z czasem stał się jego podstawowym zawodnikiem. W 1986 roku wywalczył swoje pierwsze mistrzostwo Egiptu. W 1987 roku zwyciężył z Al-Ahly w Afrykańskiej Lidze Mistrzów (0:0 i 2:0 w finale z Al-Hilal Omdurman z Sudanu). W latach 1986, 1987 i 1989 jeszcze trzykrotnie wygyrwał mistrzostwo kraju, w 1989 roku Puchar Egiptu, a w 1986 roku zdobył Afrykański Puchar Zdobywców Pucharów.
Latem 1990 roku Hassan trafił do Europy i został piłkarzem greckiego PAOK-u Saloniki, w którym grał przez rok z rodakami Magdym Tolbą i Hossamem Hassanem. W 1991 roku został piłkarzem szwajcarskiego Neuchâtel Xamax, do którego trafił wraz z tym drugim zawodnikiem. Oprócz Hassana w Neuchâtel grał wówczas także inny Egipcjanin, Hany Ramzy.
W 1992 roku Hassan wrócił do Egiptu, do zespołu Al-Ahly. W latach 1994–1999 pięciokrotnie z rzędu zostawał mistrzem kraju, a w 1993 i 1996 roku wywalczył krajowy puchar. W 1993 roku wygrał Afrykański Puchar Zdobywców Pucharów, 1995 - Arabski Puchar Zdobywców Pucharów, a w 1996 - Arabską Ligę Mistrzów.
W 1999 roku Hassan na rok przeszedł do Al-Ain FC ze Zjednoczonych Emiratów Arabskich. W 2000 roku został piłkarzem kairskiego Zamaleku. Przez 4 lata gry w tym klubie został trzykrotnie mistrzem Egiptu w latach 2001, 2003 i 2004, zdobył Puchar Egiptu w 2002, wygrał Ligę Mistrzów w 2002, Superpuchar Afryki w tym samym roku i Arabską Ligę Mistrzów w 2003 roku. W 2004 roku odszedł do El-Masry z Port Saidu. W 2006 roku jako piłkarz tego klubu zakończył karierę.

## Kariera reprezentacyjna
W reprezentacji Egiptu Hassan zadebiutował 14 marca 1988 roku w przegranym 0:1 meczu Pucharu Narodów Afryki 1988 z Kamerunem. W 1990 roku został powołany przez selekcjonera Mahmouda El-Gohary'ego do kadry na Mistrzostwa Świata we Włoszech. Tam był podstawowym zawodnikiem Egiptu i rozegrał 3 spotkania grupowe: z Holandią (1:1), z Irlandią (0:0) i z Anglią (0:1). W swojej karierze grał także w Pucharze Narodów Afryki 1992, Pucharze Narodów Afryki 1994 i Pucharze Narodów Afryki 2000, a także w Pucharze Konfederacji 1999. Od 1988 do 2002 roku rozegrał w kadrze narodowej 125 spotkań i strzelił 12 goli.